# Nuria Carresi
Nuria Carresi (n. Barcelona, 12 de junio de 1940 - f. 7 de abril de 1999) fue una actriz española.

## Biografía
Debuta en el teatro en 1959, de la mano de Paco Martínez Soria, con la comedia El abuelo Curro. 
Poco tiempo después aparece por primera vez ante las cámaras de Televisión Española, donde desarrollaría casi toda su carrera.
Sus primeras intervenciones tuvieron lugar en la serie de Jaime de Armiñán Confidencias (1963-1964). 
Desde entonces, y durante los siguientes 20 años, fue frecuente ver su rostro  en la pequeña pantalla interpretando decenas de personajes en espacios dramáticos como Primera fila, Estudio 1, Pequeño estudio, Novela, Teatro de siempre o Historias para no dormir. 
Durante todos esos años compaginó su trayectoria en televisión con notables interpretaciones en teatro en obras como Crimen perfecto (1968), de Frederick Knott, El apagón (1968), de Peter Shaffer, Las amargas lágrimas de Petra von Kant (1985), de R. W. Fassbinder, protagonizada por Lola Herrera.
En cine intervino en películas como Piso de soltero (1964), de Alfonso Balcázar, o Tiempo con Elena (1967), de Eladio Pérez Díez.

## Trayectoria en TV
- Pedro I el Cruel
- Primera función			
  - Melocotón en almíbar (12 de enero de 1989)
  - El cuervo (23 de noviembre de 1989)
- Veraneantes
- La Comedia 			
  - Fácil virtud (29 de noviembre de 1983)
- Original 				
  - El primer radiante (3 de junio de 1977)
- Noche de teatro 			
  - Topaze (2 de agosto de 1974)
- Compañera te doy 
  - Todos los pájaros del mundo (11 de junio de 1973)
- Ficciones 		
  - La puerta tapiada (25 de mayo de 1972)
  - El mandarín (23 de marzo de 1974)
  - Paraíso final (27 de mayo de 1974)
  - H. Hankel (24 de junio de 1974)
- Sospecha 			
  - Corre, Alec, corre (7 de septiembre de 1971)
- La tía de Ambrosio 
  - 21 de mayo de 1971
- Hora once 
  - Las mujeres buenas (22 de abril de 1971)
  - Un tema para una novela (1 de julio de 1972)
  - Doble error (28 de enero de 1974)
- La risa española 			
  - Una bomba llamada Abelardo (23 de mayo de 1969)
- Pequeño estudio 
  - La llave (14 de mayo de 1969)
  - Las siemprevivas se marchitan en otoño (31 de julio de 1970)
  - La escalera (23 de agosto de 1970)
- Teatro de siempre 
  - Los comadreos de las mujeres (19 de septiembre de 1968)
  - El burlador o el ángel del demonio (28 de noviembre de 1968)
  - La comedia de las equivocaciones (17 de septiembre de 1970)
- Historias naturales 			
  - Verdaderamente romántico (6 de diciembre de 1967)
- La otra música 			
  - Un caso de suerte (5 de noviembre de 1967)
- La familia Colón 
  - La familia Colón llega a España (13 de enero de 1967)
- El tercer rombo 			
  - Carne sin patatas (26 de julio de 1966)
- Los encuentros			
  - Las obras póstumas (16 de julio de 1966)
- Tiempo y hora 
  - La casualidad (27 de marzo de 1966)
- Historias para no dormir 
  - El doble (18 de marzo de 1966)
- Estudio 1 
  - El jardín de las horas (3 de noviembre de 1965)
  - La dama del alba (1 de diciembre de 1965)
  - 50 años de felicidad (11 de enero de 1966)
  - Noches de San Juan (22 de junio de 1966)
  - El momento de tu vida (21 de septiembre de 1966)
  - La ciudad alegre y confiada (11 de octubre de 1966)
  - La dama del mar (9 de noviembre de 1966)
  - Un marido ideal (30 de agosto de 1967)
  - Cyrano de Bergerac (7 de enero de 1969)
  - Angelina o el honor de un brigadier (16 de diciembre de 1969)
  - El hombre de mundo (8 de enero de 1970)
  - El francés a su alcance (30 de octubre de 1970)
  - Historia de una escalera (15 de enero de 1971)
  - Con la vida del otro (4 de junio de 1971)
  - Don Gil de las calzas verdes (18 de junio de 1971)
  - El otro (29 de octubre de 1971)
  - ¿Quién soy yo? (23 de marzo de 1973)
  - El milagro de Ana Sullivan (20 de julio de 1978)
  - La dama duende (14 de febrero de 1979)
  - Rosas de otoño (7 de marzo de 1979)
  - Exiliado (28 de marzo de 1979)
  - Desnudo con violín (30 de marzo de 1980)
- Primera fila 
  - Suspenso en amor (27 de enero de 1965)
  - Pisito de solteras (1 de junio de 1965)
  - Las nubes (29 de junio de 1965)
  - Los caciques (28 de julio de 1965)
- Gran Teatro 
  - Las brujas de Salem (31 de enero de 1965)
- Novela 
  - Canción de cuna (20 de diciembre de 1964)
  - Investigación judicial (7 de junio de 1965)
  - Leyenda de Navidad (19 de febrero de 1966)
  - Orgullo y prejuicio (25 de abril de 1966)
  - Madame Curie (1 de agosto de 1966)
  - El señor García (12 de diciembre de 1966)
  - El nuevo ídolo (6 de marzo de 1967)
  - Cebada para el señor (3 de julio de 1967)
  - La Princesa de Cleves (27 de mayo de 1968)
  - Las tres Marías (21 de abril de 1969)
  - El pesimista corregido (13 de diciembre de 1971)
  - La hija del Capitán (12 de junio de 1972)
  - La feria de las vanidades (23 de abril de 1973)
  - Golondrina de invierno (1 de octubre de 1973)
  - Sinfonía familiar (23 de septiembre de 1974)
  - Pequeñeces (8 de marzo de 1976) Carmen
  - Abel Sánchez (14 de noviembre de 1977)
  - La ilustre fregona (30 de octubre de 1978)
- Canción de cuna (20 de diciembre de 1964)
- Confidencias 
  - Si los hombres hablasen (5 de noviembre de 1964)